# Sofá Marshmallow

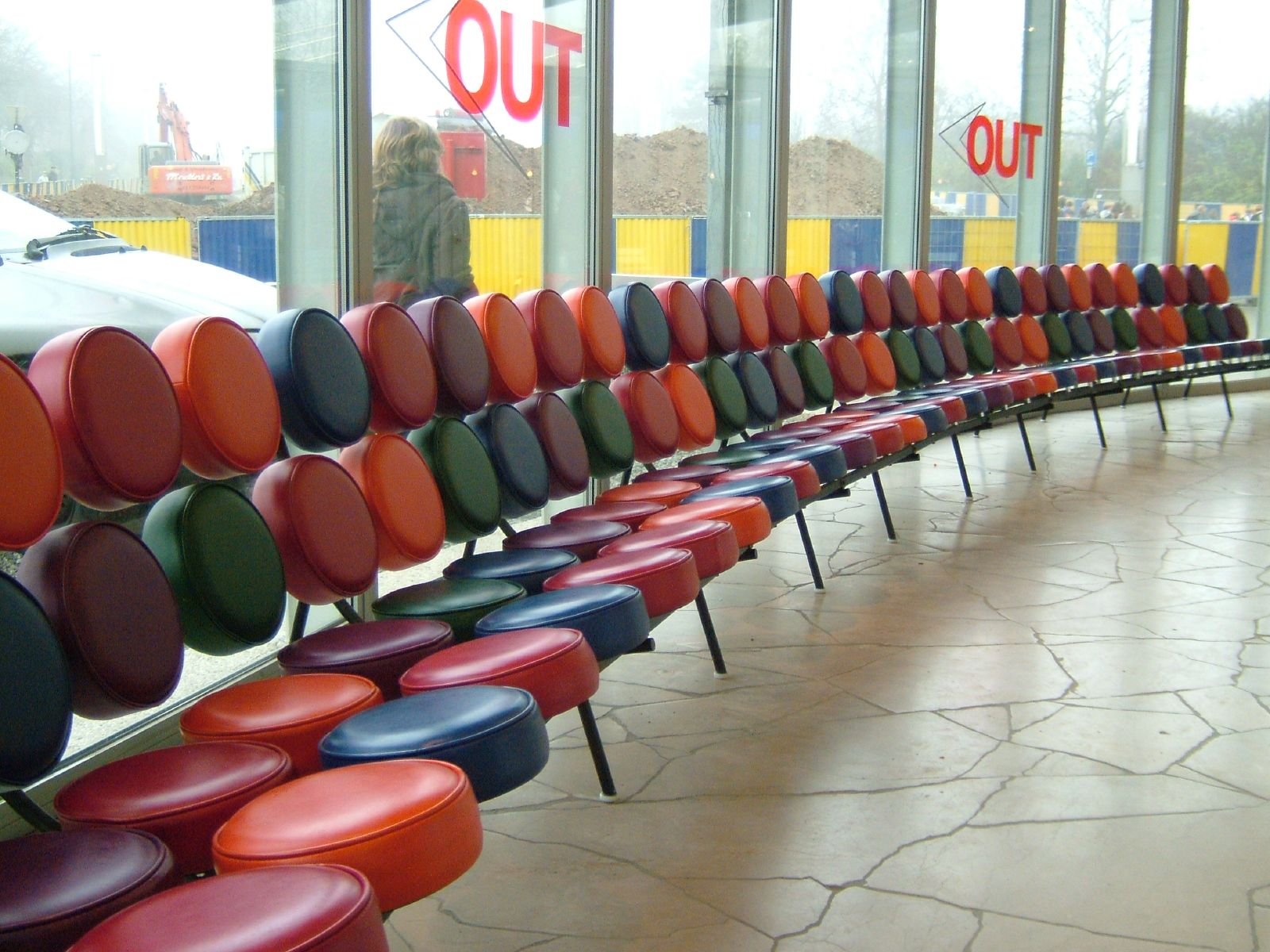
Sofá Marshmallow (edição especial, Bruxelas)

O Sofá Marshmallow é um sofá de estilo Pop Art, projetado por George Nelson e Irving Harper e lançado em 1956, pela empresa americana de móveis Herman Miller.

## História
Um vendedor de uma companhia de plástico de Long Island foi até o escritório de George Nelson e Irving Harper e falou sobre uma nova técnica, barata e rápida, de fazer estofados, que envolvia em colocar um revestimento em um molde e injetar plástico nele. Mas a companhia de plástico não conseguiu cumprir com o prometido.
George Nelson e Irving Harper acharam o design interessante e fizeram as almofadas com compensado e o estofamento de maneira convencional. Em 1956, a Herman Miller montou um catálogo e colocou a venda. A produção do sofá Marshmallow era cara, pois, naquela época, as almofadas tinham que ser feitas à mão. A Herman Miller produziu somente 200 peças e descontinuou a produção em 1961.
Em 1999, a Heman Miller voltou a produzir o sofá Marshmallow e continua a produção até hoje.

## Design
Estofado: são 18 almofadas acolchoadas em formato circular, de 45 ou 25cm, dispostos para o encosto no formato 4-5 e para o assento no formato 5-4. Revestidos em couro, vinil ou tecido. As almofadas são removíveis da estrutura e intercambiáveis.
Estrutura: aço escovado, tubular, de cor preta acetinada.